# Le Roman de Sara
Le Roman de Sara est une compilation des romans d'Anique Poitras La Lumière blanche (1993), La Deuxième Vie (1994) et La Chambre d'Éden (tomes I et II) (1998), parue en 2000.

## La trilogie
1. La Lumière blanche
2. La Deuxième Vie
3. La Chambre d'Éden